# ميشال ديميتر
ميشال ديميتر هو لاعب كرة قدم سلوفاكي في مركز الدفاع، ولد في 15 مايو 1982 في براتيسلافا في سلوفاكيا. لعب مع نادي روجومبيروك ونادي سلوفان براتيسلافا.

## وصلات خارجية
- ميشال ديميتر على موقع قاعدة بيانات كرة القدم.إي يو (الإنجليزية)
- ميشال ديميتر على موقع Soccerway.com (الإنجليزية)